# مصحف صدام
مصحف صدام أو مصحف الدم، هو نسخة قرآن مخطوطة، ذُكرَ أنها كُتبتْ بأمر صدام حسين بِحِبْرٍ من دمه، مخلوطاً بمادة كيميائية، وكانت مدة الكتابة سنتين تقريباً في أواخر التسعينات، كان التكليف من صدام بكتابة المصحف عام 1997 في عيد ميلاده الستين، قيل إن سببه الشكر لله على إنقاذه من عدة مؤامرات ومخاطر، وقد ذكر صدام ذلك في خطابه المنشور في الإعلام الحكومي العراقي في أيلول سنة 2002، قال فيه «رأينا ان نشكر الله لأنه حفظنا حتى بلغنا الستين عاما لم تنزف منا الدماء إلا ما هو يسير.» وقد استنكر الدكتور مصطفى الشكعة ومحمد الراوي من مصر، والسيد علي الهاشمي من الإمارات هذا الأمر نظراً لأن الدم برأيهم نجس أو مستقذر في الشريعة الإسلامية فلا تجوز كتابة القرآن به.

## التأليف والعرض
كتب المصحف عباس شاكر جودي البغدادي، وهو خطاط عربي اضطرّ إلى اللجوء إلى الأردن ثم الولايات المتحدة في ولاية فرجينيا. قال الخطاط عباس «بدأتُ مباشرة العملَ لكتابة الـ114 سورة من القرآن في مهمة استغرقت سنتين، حيث عُرضَ العملُ بعد الانتهاء منه في متحف أم القرى ببغداد». وقال عباس «استدعاني صدام حسين إلى مستشفى ابن سينا في بغداد حيث كان يزور ابنَه عدي صدام الذي تعرض لمحاولة اغتيال قبل أيام، وطلب مني أن أخط القرآن بدمه، كان الأمر عبارة عن نذر بالنسبة إليه». وتسلّمَ صدام المصحف في احتفال في أيلول سنة 2000.
تساءلت تقارير أخرى عن الرواية الرسمية لحكومة صدام حسين عن كمية الدم التي تبرع بها لكتابة المصحف (بل هل كان حقاً دم صدام؟). أفاد الصحفي فيليب سموكر في بغداد في 29 تموز (يوليو) 2001 بأن «الأمر اللافت هو الادعاء المشكوك فيه، الذي لا شيء فيه يمكن التحقق منه، بأن صدام تبرع بنحو 25 لتراً من دمه لكتابة القرآن». وكتب سموكر أيضا: «الدبلوماسيون الغربيون المقيمون في بغداد غير راضين عن التزام الزعيم العراقي الديني، رافضين جامع أم المعارك والمصحف المكتوب بالدم ووصفهما بأنه عمل دعائي فظ.» كيف نتأكد من أن هذه دماء صدام وليست دماء بعض ضحاياه؟«سأل أحدهم.»
ذُكر في تقرير إخباري لاحق أيضا من صحيفة التلغراف البريطانية، من المراسل ديفيد بلير في محافظة بغداد في 14 ديسمبر 2002 تعليقاً على مصحف دمّ صدام، سيئ السمعة، أنه "في الواقع، قام فنان ماهر بنسخ 605 صفحات من المصحف الكريم باستعمال دم صدام حسين. تبرع الرئيس العراقي السابق بالدم على مدار عامين، وكان دمُهُ يُمزَج بمواد كيميائية، وكان يُستعمل في كل آية. قال الخطاط عباس البغدادي "المهمة لم تكن سهلة.. لقد تم إعطائي أول قارورة من دم الرئيس وبدأت العمل مباشرة.. وقدمت بعد أسبوع نموذج صفحة لكي توافق عليها لجنة شكلت خصيصا لذلك"، وقال “لم يكن الأمر سهلا، إنّ الدم كان كثيفا جدا ولم أتمكن من العمل به، لقد نصحني صديق يعمل في مختبر بخلطه بقطرات من مركب زودني به ويشبه الجلوكوز.. وقد نجح ذلك"...وقال "في كل مرة كان ينتهي مخزوني من دم صدام حسين كنت أطلب المزيد، وكان حراس يقومون آنذاك بجلب قُمع عليه ملصق مستشفى ابن سينا، كنت في بعض الأحيان أنتظر عدة أيام أو حتى أسابيع لأن صدام حسين كان مشغولاً، ولأنه كانت هناك تهديدات أميركية، لقد فقدت نظري تقريبا في هذا العمل، وكانوا على عجلة ولقد عملت ليل نهار لإكماله، لم يكن لدي حتى جواز سفر، حيث مُنعتُ من اقتنائه لأن السلطات كانت تريد التأكد من بقائي في العراق"، وصفت زوجة عباس البغدادي شعورها حين ترى الدم في ثلاجة مطبخ بيتها وقالت “كنت أرى قارورة دم صدام وارتعب”.

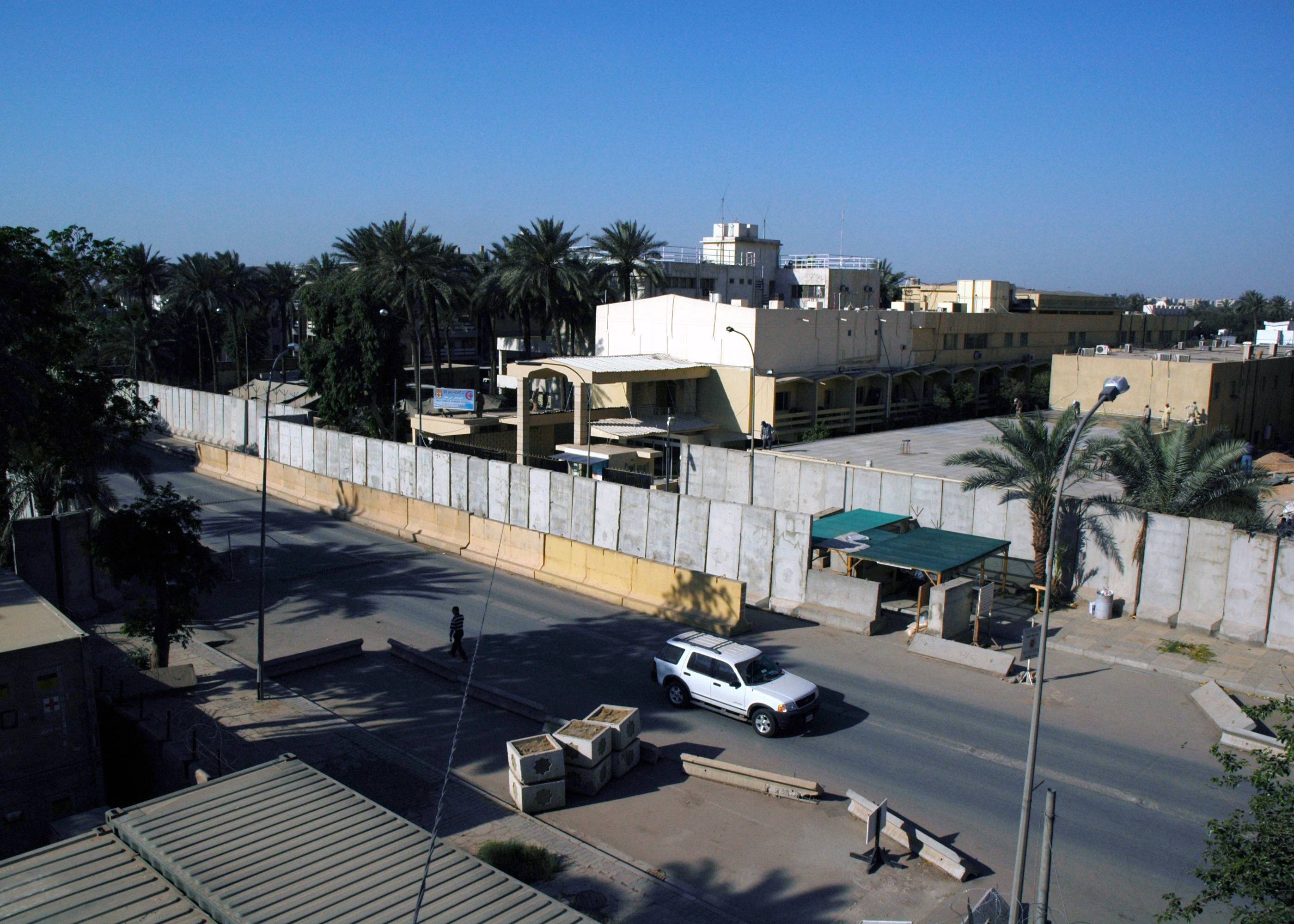
مستشفى ابن سينا سنة 2005

في كانون الأول (ديسمبر) 2010، نشرت عدة وكالات أنباء مقالات إخبارية بشأن كيف أصبح مصحف دم صدام قضية مثيرة للجدل في السياسة الحساسة للعراق اليوم. في إحدى المقالات، أشار سيلسو بيانكو، نائب الرئيس التنفيذي لمراكز الدم الأمريكية، إلى صعوبة تصديق الادعاء بأن صدام تبرع بـ 27 لتراً من الدم في فترة عامين فقط؛ وقال بيانكو: «مقدار التبرع المسموح به للمتبرع بالدم في الولايات المتحدة هو اثنان ونصف أو 3 لترات على مدار عام، أو أقل من غالون واحد. بهذا المعدل الآمن، كان يجب أن يستغرق صدام تسع سنوات للتبرع بكل هذا الدم، وليس عامين. قال بيانكو:» إنه مقدار مذهل، إن كان هذا العدد صحيحًا". "لو كان هذا صدقاً لأصبح صدام يعاني من فقر الدم يقيناً." "
تم عرض مصحف صدام في مبنى رخامي سداسي الأضلاع على بحيرة اصطناعية في مجمع جامع أم المعارك (اسمه بعد الاحتلال الأمريكي جامع أم القرى) داخل المئذنة. وكان لا يُسمح بمشاهدته إلا للزوار المدعوين، لأن المبنى كان عادة ما يكون مغلقًا ولا يؤذن لأحد بالدخول. قال الصحافي الأسترالي بول ماكجيو، الذي رأى صفحة من مصحف صدام، «يبلغ ارتفاع حروف الدم حوالي سنتيمترين والحدود الزخرفية العريضة مبهرة - زرقاء وفاتحة وغامقة؛ بقع وردية وحمراء؛ والدوامات البارزة باللون الأسود». يصفه مارتن تشولوف من صحيفة الغارديان بأنه «كتاب متقن الصنع من شأنه أن يأخذ مكانه في أي معرض فني - لولا حقيقة أنه كتب بالدم.»

## بعد غزو العراق 2003

جامع القرى حيث وُضع المصحف

بعد احتلال بغداد بأيدي القوات التي تقودها الولايات المتحدة في أبريل / نيسان 2003، وضع حراس جامع أم المعارك، مصحف صدام في مخزن لحفظه، قال أحمد عبد الغفور السامرائي «إنه عمل على حماية هذه النسخة خلال فترة السلب والنهب والفوضى التي عمت أجزاء واسعة من البلاد في الأسابيع التي تلت سقوط بغداد، وإنه خبّأ تلك النسخة في أجزاء ببيته وبيوت أقاربه». اختلف أعضاء في حكومة ما بعد صدام، التي يسيطر عليها الشيعة، فقال أحمد الجلبي إن يجب محو كل آثار الحكم السابق لأنه تذكير بالماضي السيء وخالَفَه موفق الربيعي، الذي رأى أنّ إرث عهد صدام يحتاج العراقيون أن يتذكروه، سواء ما كان منه خيراً وشراً، لتعلّم الدروس والعبر. وكان المتحدث باسم رئيس الوزراء العراقي علي الموسوي قد اقترح الاحتفاظ بنسخة مصحف صدام «على أنها شاهد على بشاعة صدام، ولا يوجد عراقي يريد رؤيتها، وربما في المستقبل يمكن ايداعها في متحف خاص كما هو حال الرموز التذكارية من عهود هتلر أو ستالين أو غيرهم». ومع ذلك، قال إنه لا ينبغي أبدًا عرضها في متحف حيث لا يرغب أي عراقي في رؤيتها، ولكن ربما يمكن الاحتفاظ بها في متحف خاص مثل تذكارات هتلر أو ستالين.

## عباس البغدادي
عباس شاكر جودي البغدادي خطّاط عراقي ماهر، وُلِد عام 1949م، كان راتبه في زمن الحصار 24 دولاراً، وحين كُلّف بكتابة المصحف بدم صدام، كوفئَ ب3 آلاف دولار، مثلما كوفئ بقية أعضاء لجنة كتابة المصحف ب3 آلاف دولار لكل واحد منهم، أُعجبَ المسؤولون بمهارته، قال عباس «كانوا يقولون إنني كنز وطن، ولقد طلبوا مني كتابة كل أنواع المخطوطات، كل الوثائق الرسمية للوزارات والمحاكم والوثائق التي ترافق الأوسمة، لكنني لم أكافأ بشكل منصف»، طُلبَ منه التعليق على رؤيته صور صدام حسين وهو معتقل، قال «لا أريد التحدث بالسياسة، إنني فنان». من مؤلفاته ميزان الخط العربي (خطّ الثُلث)

## لجنة الكتابة
عُيّنتْ لكتابة المصحف لجنة علمية، كانت واجباتها النظر في صحة الكتابة ومطابقتها للضوابط، كما كان واجبها تحرّي الوسائل اللازمة لتجنب زوال الخط بمرور الزمن.

## وصلات خارجية
- عبد الرزاق السعدي.لماذا كتب صدام حسين القران بالدم
- بروفايل| عباس البغدادي.. الخطاط الذي كتب القرآن الكريم بدم صدام حسين
- " البحث عن المصحف المكتوب بدم صدام حسين ". مقابلة BBC World Service مع الصحفي Martin Chulov بشأن قرآن الدم، 21 ديسمبر 2010.